# Linden (Michigan)
Linden é uma cidade localizada no estado americano de Michigan, no Condado de Genesee.

## Demografia
Segundo o censo americano de 2000, a sua população era de 2861 habitantes.
Em 2006, foi estimada uma população de 3455, um aumento de 594 (20.8%).

## Geografia
De acordo com o United States Census Bureau tem uma área de
6,3 km², dos quais 6,2 km² cobertos por terra e 0,1 km² cobertos por água. Linden localiza-se a aproximadamente 265 m acima do nível do mar.

## Localidades na vizinhança
O diagrama seguinte representa as localidades num raio de 16 km ao redor de Linden.